# Іскія (острів)
Іскія (італ. Ischia) — вулканічний острів в Тірренському морі, в північній частині входу в Неаполітанську затоку, біля західного узбережжя Італії.

## Географія

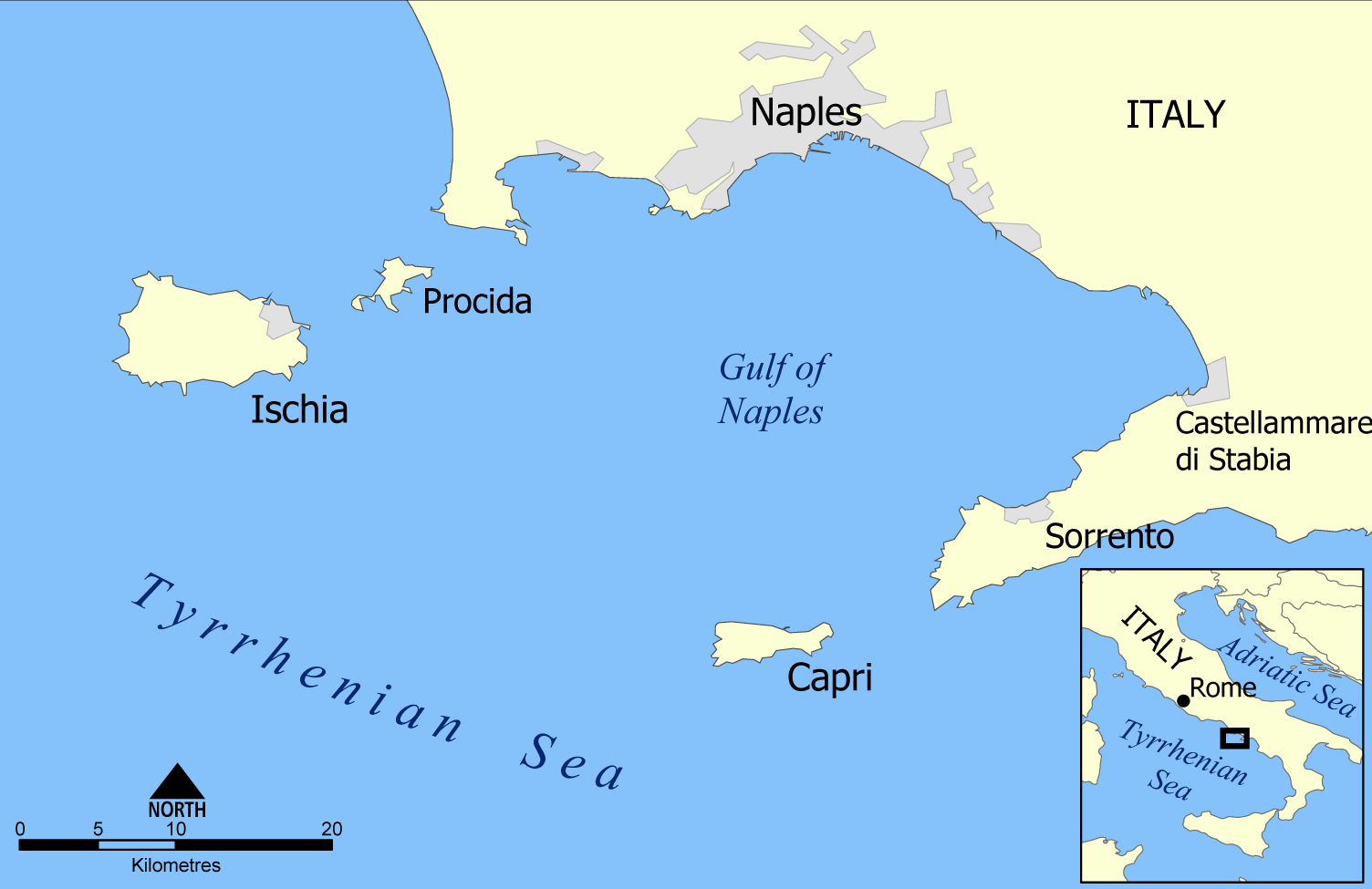
Флегрінські острови

Острів Іскія входить до складу області Кампанія. Є одним з трьох головних островів в Неаполітанській затоці, поряд з островами Капрі та Прочида.
Площа близько 46 км². Населення 62 тисячі осіб. Головне місто острова — Іскія (18253 жителя). Іскія — найбільший острів у Неаполітанській затоці (в Тірренському морі, за 40 км від Неаполя і 7 км від континенту).
У центральній частині острова вулкани Епомео (789 м) і Тработті (512 м), на південному сході вулкан Монте-Веззі (П'єдімонте) (395 м). Останні виверження на острові Іскія було зафіксовано 1301 року.
Іскія неодноразово потерпала від землетрусів, зокрема у 1828, 1832 і 1881 роках. 28 липня 1883 року внаслідок землетрусу загинуло 2313 осіб і майже повністю були знищені Форіо, Казаміччіола та Лакко-Амено.

## Пам'ятки
Одною з найпримітніших пам'яток острова є так званий Арагонський замок, перебудований в середньовіччі з античної фортеці, заснованої ще 474 року до н. е. тираном Гієроном Сиракузським. В XVI столітті в замку жила поетеса Вітторія Колона.

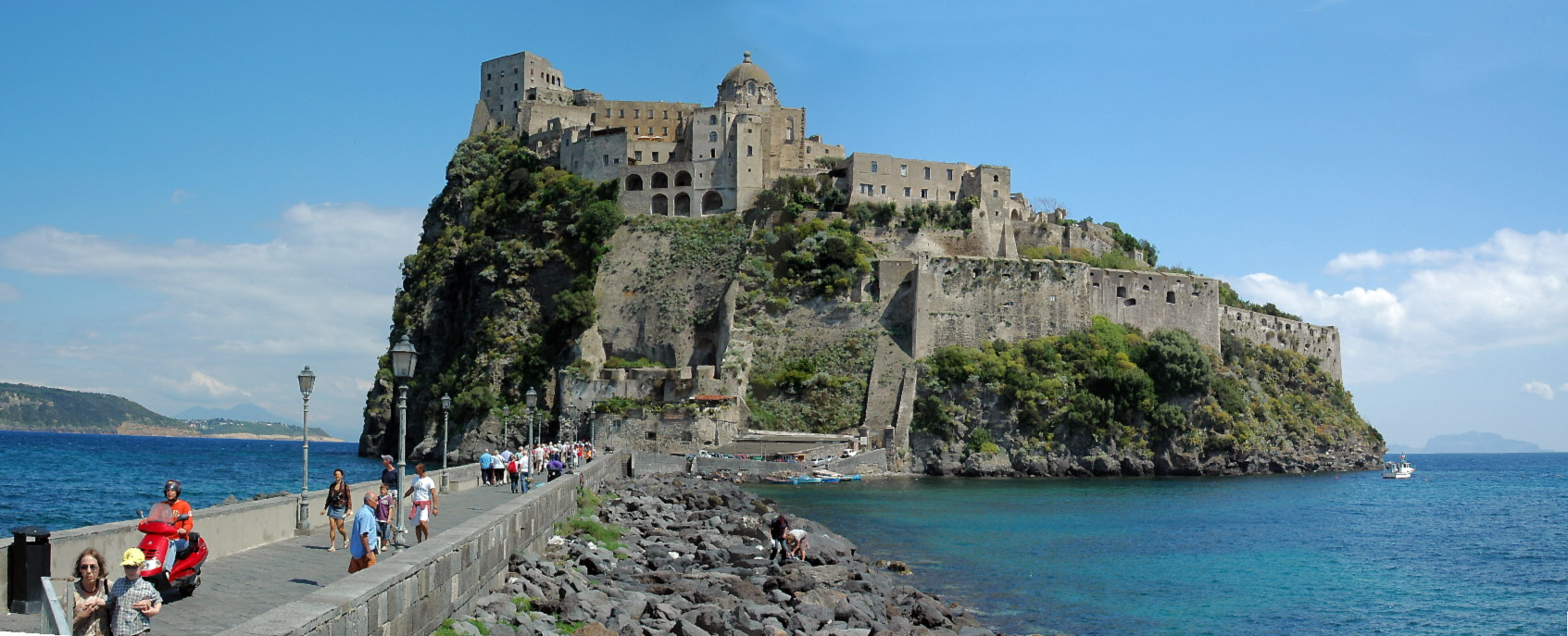
Арагонський замок.

1949 року тут оселився англійський композитор Вільям Волтон з дружиною й прожив тут до своєї смерті 8 березня 1983.
На східному березі в бухті Картаромана б'ють джерела термальних вод, тут розташований морський та бальнеологічний курорт, лікування на якому здійснюється термальними радоновими та хлоридно-натрієвими мінеральними водами, а також сульфідною муловою гряззю. Тут розташовані термальні парки, зокрема «Сади Едему» та «Сади Посейдона». Місцеві термальні джерела згадувалися ще давньоримськими науковцями Плінієм Старшим та Страбоном.
На острові відбувається рідкісне природне явище, пов'язане з вулканізмом, — викиди водяної пари під високим тиском, що приваблює численних туристів.
У Ботанічному саду (вхід платний) «Giardini La Mortella» увечері (в певні дні) проходять безкоштовні концерти класичної музики.

## Персоналії
- Гіполіта Сфорца — старша сестра королеви Бони Сфорци, померла тут у 1501 році[4]